# Amphoe Mae Suai
Amphoe Mae Suai (in Thai: อำเภอ แม่สรวย, Aussprache: ʔāmpʰɤ̄ː mɛ̂ː sǔaj) ist ein Landkreis (Amphoe – Verwaltungs-Distrikt) im Westen der Provinz Chiang Rai. Die Provinz Chiang Rai liegt im äußersten Norden der Nordregion von Thailand.

## Geographie
Benachbarte Landkreise (von Nordosten im Uhrzeigersinn): die Amphoe Mueang Chiang Rai, Mae Lao, Phan und Wiang Pa Pao der Provinz Chiang Rai, sowie Phrao, Chai Prakan, Fang und Mae Ai der Provinz Chiang Mai.

## Verwaltung

### Provinzverwaltung
Der Landkreis Mae Suai ist in sieben Tambon („Unterbezirke“ oder „Gemeinden“) eingeteilt, die sich weiter in 128 Muban („Dörfer“) unterteilen.
| Nr. | Name        | Thai     | Muban | Einw.  |
| --- | ----------- | -------- | ----- | ------ |
| 01. | Mae Suai    | แม่สรวย   | 17    | 08.920 |
| 02. | Pa Daet     | ป่าแดด    | 22    | 11.188 |
| 03. | Mae Phrik   | แม่พริก    | 13    | 05.742 |
| 04. | Si Thoi     | ศรีถ้อย    | 12    | 06.242 |
| 05. | Tha Ko      | ท่าก๊อ     | 27    | 17.754 |
| 06. | Wawi        | วาวี      | 25    | 23.186 |
| 07. | Chedi Luang | เจดีย์หลวง | 12    | 07.190 |

### Lokalverwaltung
Es gibt drei Kommunen mit „Kleinstadt“-Status (Thesaban Tambon) im Landkreis:
- Wiang Suai (Thai: เทศบาลตำบลเวียงสรวย) bestehend aus Teilen des Tambon Mae Suai.
- Mae Suai (Thai: เทศบาลตำบลแม่สรวย) bestehend aus Teilen des Tambon Mae Suai.
- Chedi Luang (Thai: เทศบาลตำบลเจดีย์หลวง) bestehend aus Teilen des Tambon Chedi Luang.

Außerdem gibt es sechs „Tambon-Verwaltungsorganisationen“ (องค์การบริหารส่วนตำบล – Tambon Administrative Organizations, TAO)
- Pa Daet (Thai: องค์การบริหารส่วนตำบลป่าแดด) bestehend aus dem kompletten Tambon Pa Daet.
- Mae Phrik (Thai: องค์การบริหารส่วนตำบลแม่พริก) bestehend aus dem kompletten Tambon Mae Phrik.
- Si Thoi (Thai: องค์การบริหารส่วนตำบลศรีถ้อย) bestehend aus dem kompletten Tambon Si Thoi.
- Tha Ko (Thai: องค์การบริหารส่วนตำบลท่าก๊อ) bestehend aus dem kompletten Tambon Tha Ko.
- Wawi (Thai: องค์การบริหารส่วนตำบลวาวี) bestehend aus dem kompletten Tambon Wawi.
- Chedi Luang (Thai: องค์การบริหารส่วนตำบลเจดีย์หลวง) bestehend aus Teilen des Tambon Chedi Luang.